# Episodi di Cavalcade of America (prima stagione)
La prima stagione della serie televisiva Cavalcade of America è stata trasmessa in anteprima negli Stati Uniti d'America dalla NBC tra il 1º ottobre 1952 e il 24 giugno 1953.
| nº | Titolo originale           | Titolo italiano | Prima TV USA     | Prima TV Italia |
| -- | -------------------------- | --------------- | ---------------- | --------------- |
| 1  | Poor Richard               |                 | 1º ottobre 1952  |                 |
| 2  | All's Well with Lydia      |                 | 15 ottobre 1952  |                 |
| 3  | The Man Who Took a Chance  |                 | 29 ottobre 1952  |                 |
| 4  | A Romance to Remember      |                 | 12 novembre 1952 |                 |
| 5  | What God Hath Wrought      |                 | 26 novembre 1952 |                 |
| 6  | No Greater Love            |                 | 10 dicembre 1952 |                 |
| 7  | In This Crisis             |                 | 24 dicembre 1952 |                 |
| 8  | The Arrow and the Bow      |                 | 7 gennaio 1953   |                 |
| 9  | What Might Have Been       |                 | 21 gennaio 1953  |                 |
| 10 | New Salem Story            |                 | 4 febbraio 1953  |                 |
| 11 | A Matter of Honor          |                 | 18 febbraio 1953 |                 |
| 12 | Experiment at Monticello   |                 | 4 marzo 1953     |                 |
| 13 | Mightier Than the Sword    |                 | 18 marzo 1953    |                 |
| 14 | The Indomitable Blacksmith |                 | 1º aprile 1953   |                 |
| 15 | The Gingerbread Man        |                 | 15 aprile 1953   |                 |
| 16 | Night Strike               |                 | 29 aprile 1953   |                 |
| 17 | Slater's Dream             |                 | 13 maggio 1953   |                 |
| 18 | The Pirate's Choice        |                 | 27 maggio 1953   |                 |
| 19 | John Yankee                |                 | 10 giugno 1953   |                 |
| 20 | The Tenderfoot             |                 | 24 giugno 1953   |                 |